# Саратовстройстекло
АО «Салаватстекло Волга» — одно из старейших предприятий Саратовской области. Компания входит в число основных производителей листового стекла в России. Продукция завода использовалась для постройки таких объектов, как гостиница «Россия», Останкинская телебашня и Кремлёвский дворец съездов. Предприятие находится в городе Саратове, на улице им. Ломоносова, д. 1.

## Название
На протяжении всего времени существования происходила неоднократная смена названия завода. Также существует микрорайон в городе Саратове под названием Техстекло, и часто местные жители приписывают всё, что связано с этим местом, в том числе и заводу. Тем не менее, с 2024 года названием предприятия является АО «Салаватстекло Волга», и именно с этим названием стоит связывать все факты и события данного завода.

## История
В 1944 году в СССР образовалась большая потребность в строительных материалах. Государственный комитет обороны принял решение построить в Саратове завод, выпускающий асбобитумные плитки и оконное стекло. 1 апреля 1952 года Министерство промышленности строительных материалов СССР утвердило проект на строительство предприятия, обеспечивающего потребности страны в специальном стекле, узорчатом и витринном. Масштабная стройка стартовала в 1954 году.

### 1960—1970-е годы
60-е годы в жизни предприятия характеризуется становлением завода и наращиванием новых мощностей. 15 мая 1958 года был произведен пуск машины непрерывного проката, введена в строй система непрерывного проката стекла шириной 3 м. Этот день считается днём рождения завода. Наладилось производство зеркал, стемалита, огнеупора, полированного стекла, стеклорогожки и других изделий. В 1971 году выпуск продукции предприятия достиг 12 % от общего объёма стекольной промышленности СССР. В 1973 году произошёл пуск линии по производству стекла методом двухстадийного формования (ЛДФ-1), лента в этом случае стала формироваться на расплавленном олове. В 1975 году Указом Президиума Верховного Совета СССР завод получил орден Трудового Красного Знамени.

### 1980—1990-е
В начале 80х годов на заводе осваивается выпуск хрустальных изделий: рюмок, фужеров, бокалов, в 1981 году налажен выпуск люстр, в 1982 завод стал выпускать теплопоглощающее стекло. Руководителем был Геннадий Леонидович Сарычев после Владимира Ивановича Оржевского, стоявшего у истоков предприятия. В  1993 году предприятие преобразовывается в акционерное общество открытого типа «Саратовстекло». В 1994 году начинается производство стекла толщиной 8 мм, в 1995 году осваивается выпуск архитектурно-строительного стекла, в 1997 году — автомобильного. В сентябре 1997 года президент России Б. Н. Ельцин посетил экспозицию завода на выставке саратовских товаропроизводителей в Совете Федерации. С марта 1997 года генеральный директор — Александр Евгеньевич Либерман.

### 2000-е — современный этап
В настоящее время предприятие продолжает развиваться. В 2007 году выпущено флоат-стекло размером 6 × 3,21 м, а в 2009 году запущена флоат-линия производительностью 700 тонн в сутки. ОАО «Саратовстройстекло» в 2010 году объединяется с ОАО «Салаватстекло». В 2014 году начинается выпуск окрашенного в массе стекла. Для расширения рынков сбыта в 2018 году завод налаживает производство энергосберегающего стекла
На территории предприятия действует музей.

## Собственники и руководство
Первым директором предприятия с 1954 по 1984 год был Владимир Иванович Оржевский. Единственным акционером общества является АО «Салаватстекло». Генеральный директор предприятия с 2014 года Сычёв Пётр Владимирович.

## Продукция предприятия
АО «Саратовстройстекло» производит:
- стекло листовое бесцветное;
- стекло с мягким низкоэмиссионным и многофункциональным покрытием[1].

## Фотографии
Перед проходной Саратовстройстекло установлен Памятник Ломоносову М.В. На табличке надпись: "Михаил Васильевич Ломоносов (1711-1765) великий русский учёный основоположник российской науки о стекле". Улица, которая начинается от завода, называется Улица Ломоносова.

Памятник Ломоносову М.В. перед Саратовстройстекло
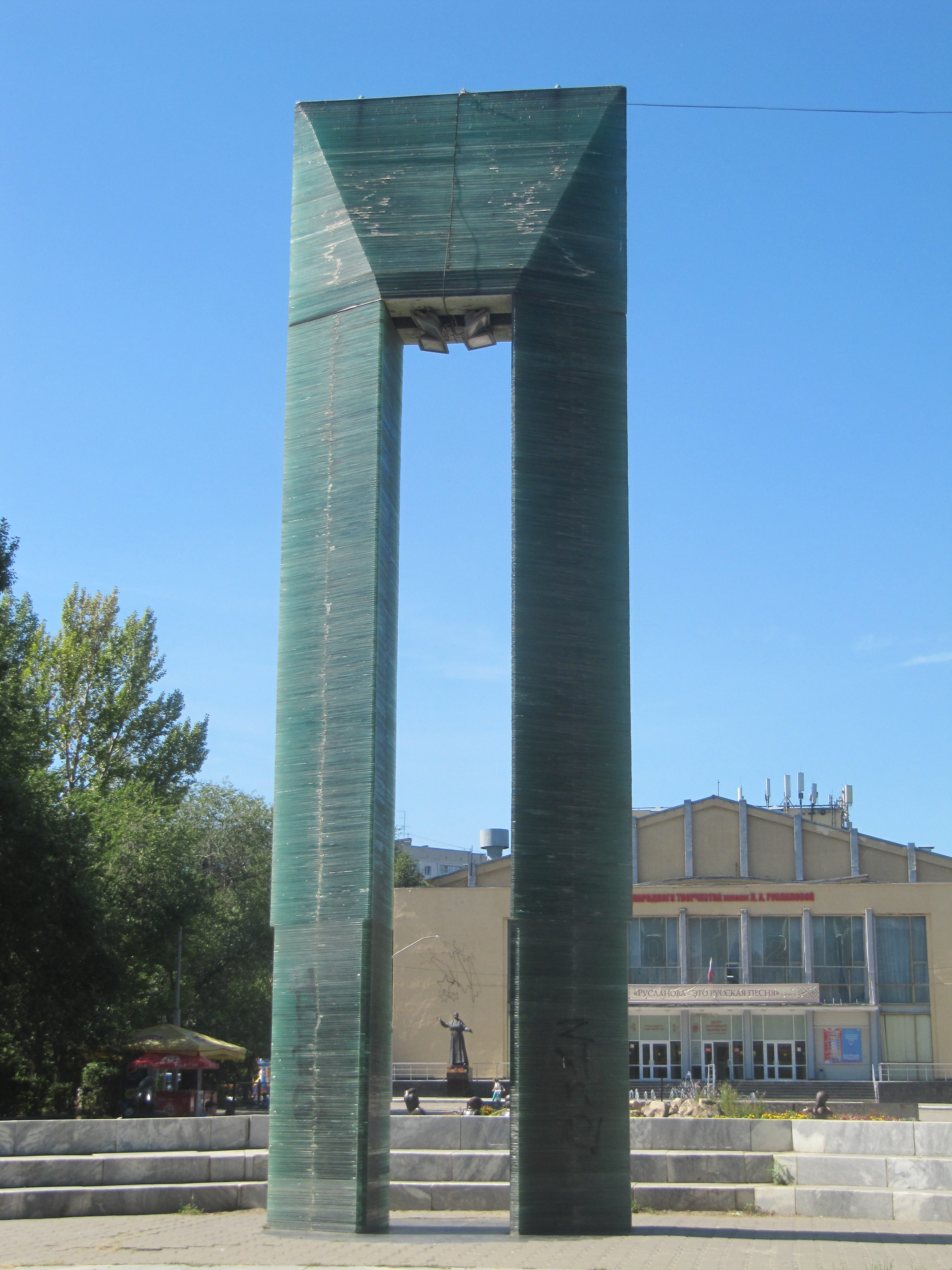
Портал из стекла, ул. Ломоносова 20, Саратов
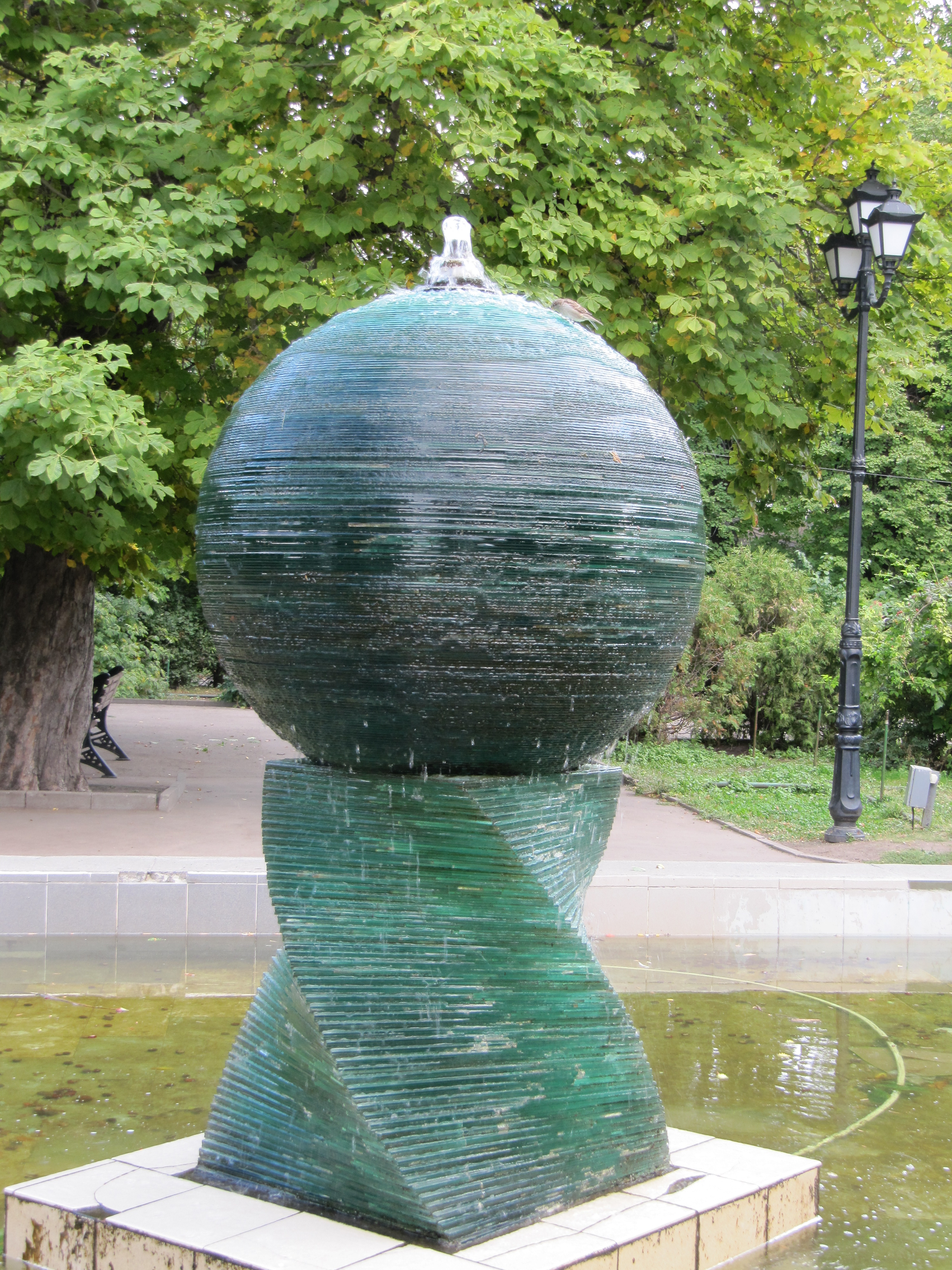
Фонтан из стекла в парке Липки, Саратов